# Jamie Anderson (snowboarder)
Jamie Louise Anderson (South Lake Tahoe, 13 settembre 1990) è una snowboarder statunitense.
È sorella di Joanie, a sua volta snowboarder di alto livello.

## Biografia
Specialista di halfpipe e slopestyle, ha esordito in Coppa del Mondo il 26 agosto 2009 a Cardrona, in Nuova Zelanda, giungendo 13ª nell'halfpipe. Ha conquistato il primo podio, nonché la prima vittoria, l'11 gennaio 2013 a Špindlerův Mlýn nello slopestyle.
Ha partecipato alle edizioni dei Giochi olimpici di Soči 2014 e Pyeongchang 2018, vincendo in ambedue le manifestazioni la medaglia d'oro nello slopestyle più un argento al debutto del big air ai Giochi di Pyeongchang 2018. Nell'unica edizione dei campionati mondiali a cui ha partecipato ha ottenuto il terzo posto nello slopestyle a Park City 2019.

## Palmarès

### Olimpiadi
- 3 medaglie:
  - 2 ori (slopestyle a Soči 2014; slopestyle a Pyeongchang 2018)
  - 1 argento (big air a Pyeongchang 2018)

### Mondiali
- 2 medaglie:
  - 1 argento (slopestyle a Aspen 2021)
  - 1 bronzo (slopestyle a Park City 2019)

### Winter X Games
- 23 medaglie:
  - 10 ori (slopestyle ad Aspen 2007; slopestyle ad Aspen 2008; slopestyle a Tignes 2011; slopestyle ad Aspen 2012; slopestyle a Tignes 2012; slopestyle ad Aspen 2013; slopestyle ad Aspen 2018; slopestyle ad Aspen 2020; slopestyle e big air ad Aspen 2021)
  - 9 argenti (slopestyle ad Aspen 2010; slopestyle a Tignes 2013; slopestyle ad Aspen 2014; slopestyle ad Aspen 2015; slopestyle ad Aspen 2016; slopestyle ad Aspen 2017; slopestyle ad Hafjell 2017; slopestyle e big air ad Aspen 2022)
  - 4 bronzi (slopestyle ad Aspen 2006; slopestyle ad Aspen 2011; big air ad Aspen 2018; big air ad Aspen 2019)

### Coppa del Mondo
- Vincitrice della Coppa del Mondo di freestyle nel 2016
- Vincitrice della Coppa del Mondo di slopestyle nel 2016 e nel 2017
- Vincitrice della Coppa del Mondo di big air nel 2016
- 13 podi:
  - 11 vittorie
  - 1 secondo posto
  - 1 terzo posto

#### Coppa del Mondo - vittorie
| Data             | Luogo                | Paese         | Disciplina |
| ---------------- | -------------------- | ------------- | ---------- |
| 11 gennaio 2013  | Copper Mountain      | Stati Uniti   | SBS        |
| 19 agosto 2013   | Cardrona             | Nuova Zelanda | SBS        |
| 22 agosto 2015   | Cardrona             | Nuova Zelanda | SBS        |
| 13 febbraio 2016 | Québec               | Canada        | BA         |
| 21 febbraio 2016 | Bokwang Phoenix Park | Corea del Sud | SBS        |
| 17 dicembre 2016 | Copper Mountain      | Stati Uniti   | BA         |
| 4 febbraio 2017  | Mammoth Mountain     | Stati Uniti   | SBS        |
| 4 settembre 2017 | Cardrona             | Nuova Zelanda | SBS        |
| 1º febbraio 2020 | Mammoth Mountain     | Stati Uniti   | SBS        |
| 22 gennaio 2021  | Laax                 | Svizzera      | SBS        |
| 8 gennaio 2022   | Mammoth Mountain     | Stati Uniti   | SBS        |

Legenda:

SBS = slopestyle

BA = big air